# Fibra sintética

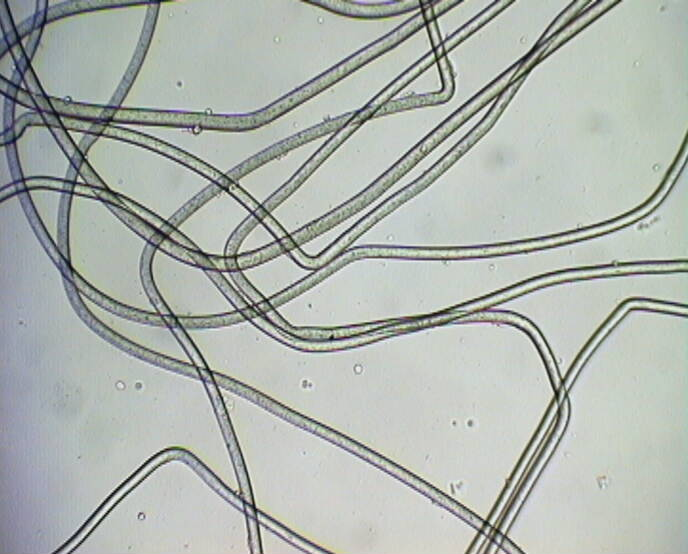
Fibra de poliamida vista al microscopio

La fibra sintética es una fibra textil que se obtiene por procesos químicos de polimerización a partir de sustancias de bajo peso molecular, generalmente provenientes de diversos productos derivados del petróleo, mediante procesos de síntesis orgánica, sin intervención de la naturaleza en ninguno de los múltiples pasos. No deben confundirse con las denominadas fibras artificiales o semisintéticas (también regeneradas), pues estas proceden de materiales naturales y  se obtienen por transformación química de productos naturales fibrosos, como por ejemplo, el rayón que se obtiene de la celulosa.  Algunas veces la expresión «fibras químicas» se utiliza para referirse a las fibras artificiales y a las sintéticas en su conjunto, en contraposición a fibras naturales.
En resumen, las fibras sintéticas son enteramente químicas: tanto la síntesis de la materia prima como la fabricación de la hebra o filamento son producto del ser humano. Con la aparición y desarrollo de las fibras sintéticas la industria textil ha conseguido hilos que satisfacen la demanda que plantean las nuevas técnicas de tejeduría y los consumidores.

## Características
Las fibras sintéticas pertenecen al grupo de los materiales termoplásticos. Para la obtención de fibras sintéticas son apropiados los polímeros lineales o poco ramificados, ya que de esta manera se obtienen fibras más flexibles y fáciles de hilar. El grado de polimerización debe de ser el adecuada para cada tipo de fibra y mantenerse dentro de ciertos límites, fuera de los cuales la fibra deja de ser adecuada por perder sus cualidades textiles, perdiendo resistencia y elasticidad (bajo grado de polimerización) o dificultando  o haciendo imposible el hilado, situación que se da cuando se obtiene el polímero con un elevado grado de polimerización.
Para la elaboración de fibras artificiales no sirve cualquier polímero lineal o poco ramificado. Además de estas características los polímeros deben ser capaces de generar fibras  de determinadas características tecnológicas. Las más relevantes de las fibras sintéticas son:
- Elasticidad.
- Fácil pigmentación o teñido.
- Estabilidad a los agentes químicos, atmosféricos o biológicos.
- Resistencia a la tracción, al pliegue o al roce.
- Larga duración.
- Cuidado fácil: lavado, planchado...

Además, es importante que las fibras obtenidas carezcan de las tensiones internas que se producen durante la fabricación o el hilado y que son causantes, de que con el tiempo, tiendan a encogerse modificando la forma del material confeccionado. Para evitar esta situación, las fibras, una vez obtenidas se someten a un proceso de termofijación, consistente en someter los hilos, en seco o en húmedo, a la acción del calor durante varios minutos.

## Usos
La fibra sintética puede emplearse en la fabricación de textiles, tanto tejidos como no tejidos; por este motivo, es un tema relacionado con el mundo de la moda y de la indumentaria. También tiene usos industriales, como paracaídas, velas de barcos, cordelería, entre otras.

## Clasificación
La clasificación tradicional de las fibras sintéticas se basa en la forma de obtención de la molécula, se trata de una polimerización o por condensación o por adición.
- Polimerización por condensación: dos moléculas se combinan para dar un único producto acompañado de la formación de una molécula de agua. En las fibras sintéticas, las dos moléculas son diferentes y el resultado se llama copolímero. Por este método se obtienen las «fibras de poliamida» (o de nailon) y las «fibras de poliéster».
- Polimerización por adición: los monómeros, debido a un enlace covalente, son capaces de agruparse químicamente formando polímeros o macromoléculas con distintas estructuras. Por este método se obtienen las «fibras acrílicas», las «fibras de poliolefinas» y las «fibras de elastómeros».

Fuera de esta clasificación tradicional se sitúan las nuevas fibras: fibras bicomponentes, microfibras y nanofibras.

## Fibras de poliamida o de nailon

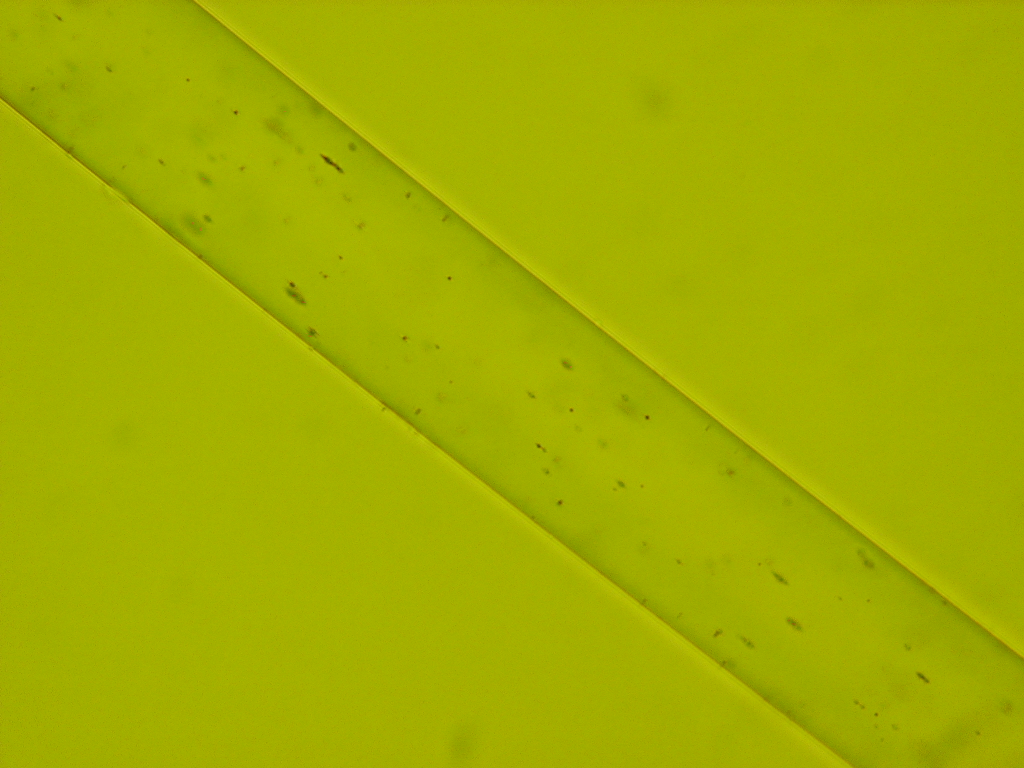
Fibra de nailon aumentada 40X.

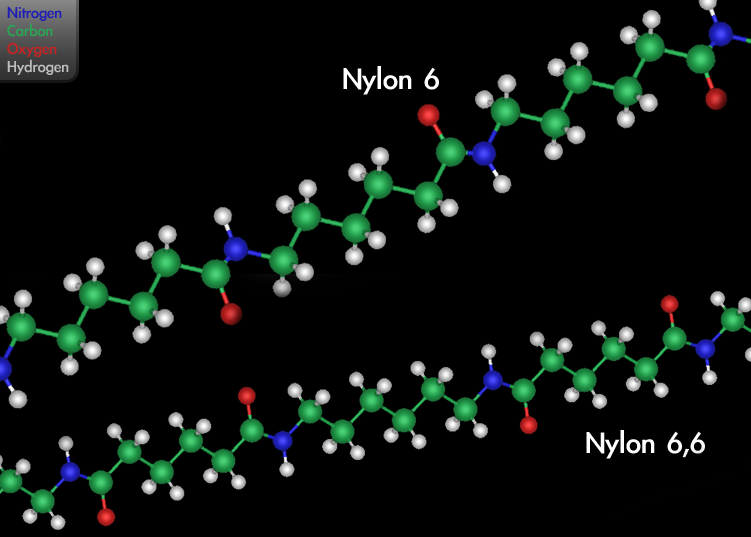
Estructura de nailon 6 y nailon 6-6.

Las fibras de poliamida fueron las primeras fibras sintéticas que se fabricaron y empezaron a utilizarse a escala industrial.

### Nailon 6 y Nailon 6-6
En 1938 se patentó el «nailon» (grafía en español de nylon) descubierto por los investigadores de DuPont Corporation. Estas fibras se obtienen por policondensación de diamidas y diácidos.
Se trata de fibras resistentes y elásticas, por lo que se suelen mezclar con fibras naturales para darles resistencia. Son termoplásticas y no se tiñen con facilidad. Algunas marcas de poliamidas tipo nailon son: «Nylon», «Perlon» (un nailon 6-6, desarrollado en Alemania en 1952), «Enkalon» (un nailon 6), «Lilion» (un nailon 6), «Kapron», «Rilsan».

### Aramidas
Las aramidas son un tipo de poliamida aromática que tienen la propiedad de ser muy resistentes (cinco veces más que el acero) y resistentes al calor. DuPont introdujo la fibra de aramidas en 1963, se han desarrollado a partir del nailon y se consideran fibras de altas prestaciones. Entre las aramidas están Nomex, Kevlar,Kanox, Twaron.

## Fibras de poliéster

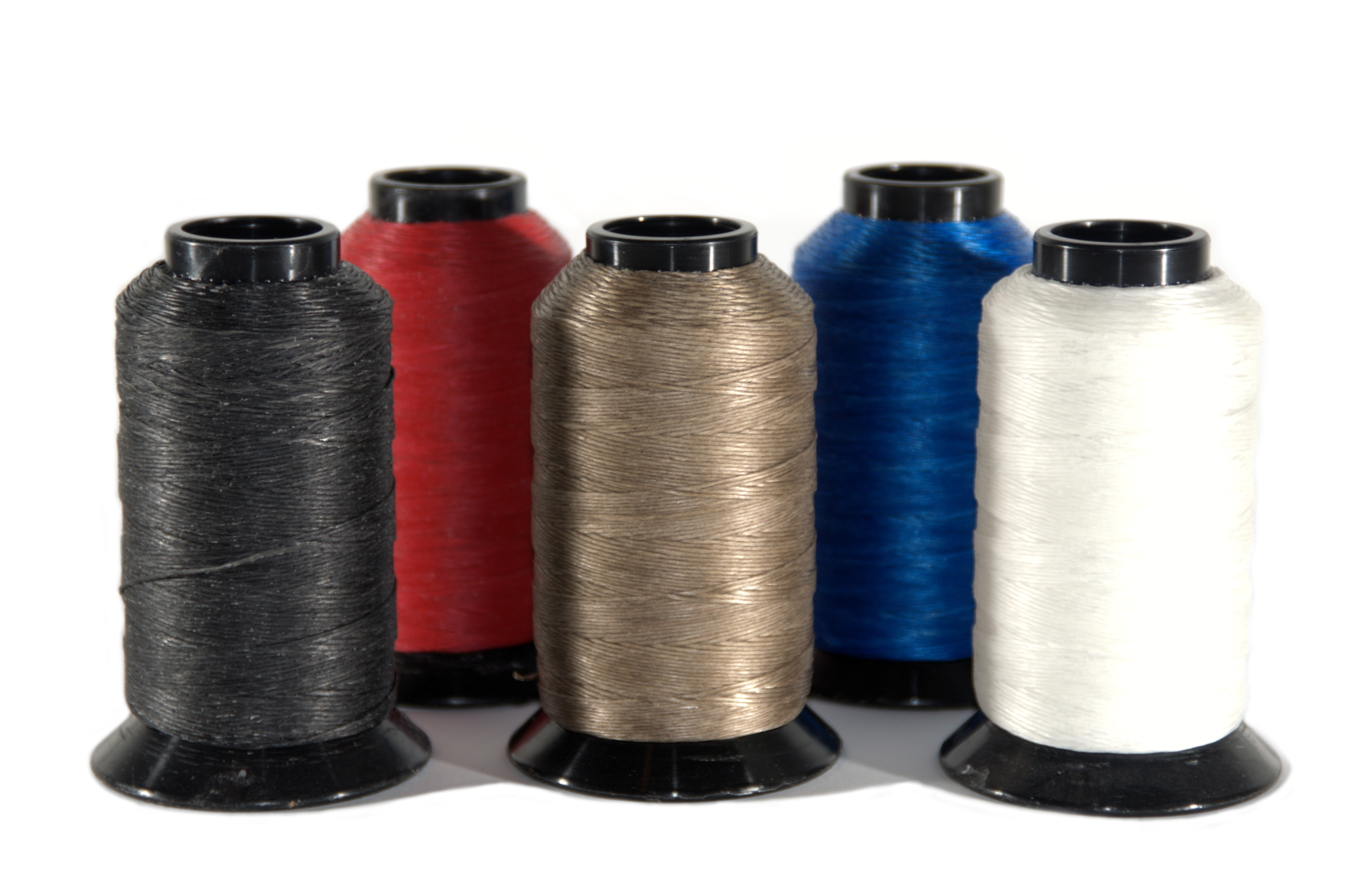
Carretes de «Dacron».

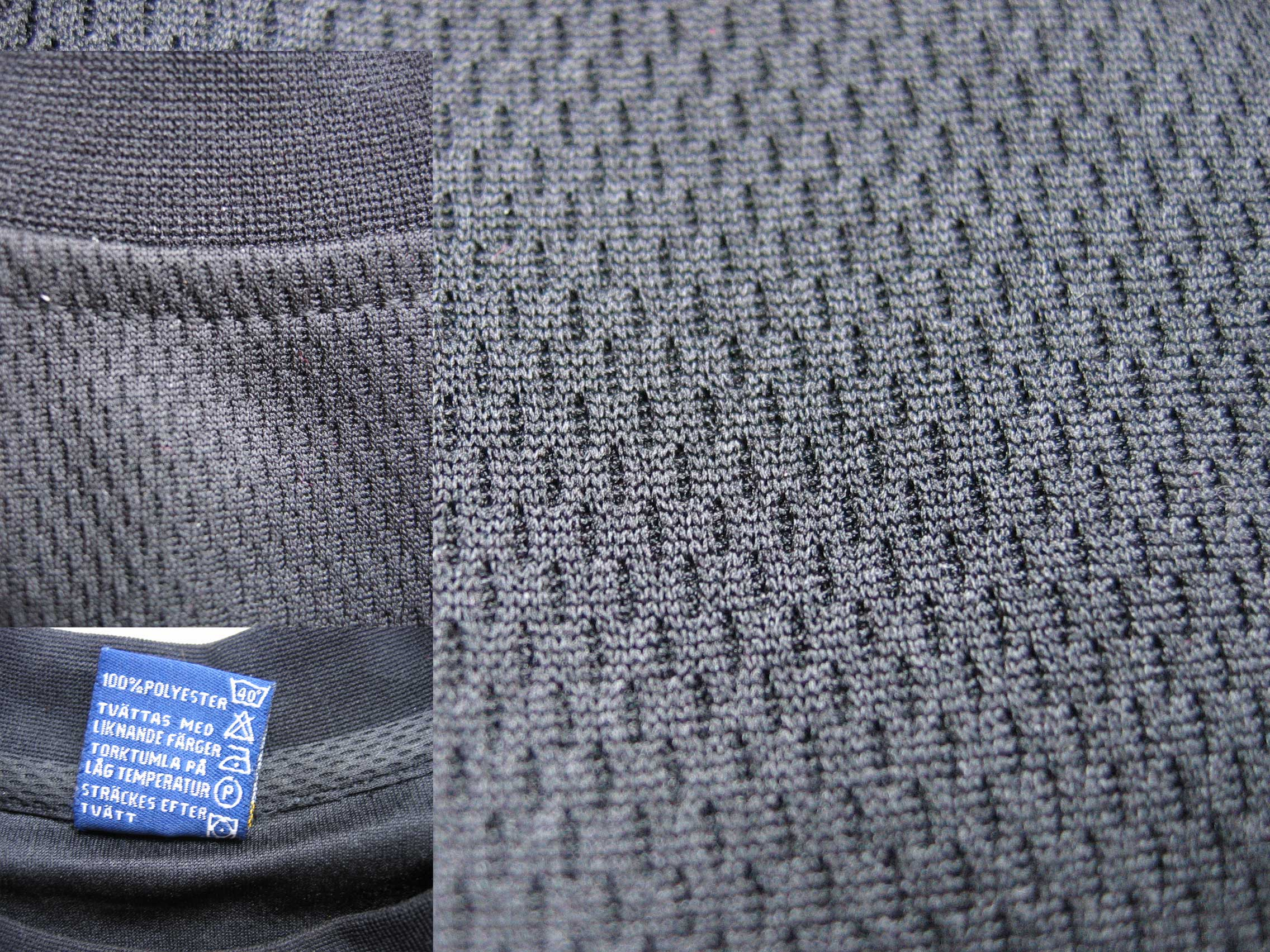
Prenda de poliéster e instrucciones de lavado.

Las fibras de poliéster se obtienen a partir de un diácido y un diol. Se desarrollaron en el Reino Unido en 1941 por la compañía ICI (Imperial Chemical Industries). Son fibras resistentes, de tintura difícil y propensas al frisado; se suelen mezclar con lana para conseguir tejidos muy duraderos y de fácil cuidado, pues no necesitan planchado.

### PET
El poliéster más conocido es tereftalato de polietileno, más conocido como PET (por las iniciales en inglés de polyethylene terephtalate); además de la industria textil es un material muy utilizado en envases y embalajes, como film plástico (flexible) o como botellas (rígido), en láminas geotextiles para agricultura e ingeniería civil...
El PET es el poliéster más utilizado en el sector textil. Se conoce por diversos nombres: «Terylene» (en el Reino Unido), «Tergal» (en Francia), «Terlenka» (en los Países Bajos y España), «Trevira» (en Alemania), «Dacron» (en Estados Unidos, de DuPont Corporation) y «Terital» (en Italia).

### PLA
Otro poliéster utilizado como fibra —entre otros usos—, es el poliácido láctico o fibra PLA (por las iniciales en inglés de polylactic acid). Empezó a desarrollarse en 2001, con el nombre «Ingeo», por la compañía NatureWorks (subsidiaria de Cargill). Como se obtiene a partir de los azúcares que se producen de forma natural en el maíz y la remolacha azucarera se considera un bioplástico. Tiene propiedades similares al rayón lyocell, se mezcla bien con fibra de algodón, pero es muy sensible a las altas temperaturas.

### PTT
En 2002, empezó la comercialización de la única fibra de poliéster del grupo de los tereftalatos de politrimetileno o PTT (por las iniciales en inglés de poly trimethylene terephthalate), denominada «triexta» en 2009. Puede considerarse parcialmente un bioplástico ya que el 37% de la materia para su síntesis tiene origen vegetal, de cultivos anuales; por eso, la publicidad de la marca «Sorona» la presenta como la fibra de fuente renovable. Esta fibra puede mezclarse con cualquier otra (natural, artificial o sintética), proporciona suavidad, comodidad por su elasticidad y resistencia a las arrugas.

## Fibras acrílicas

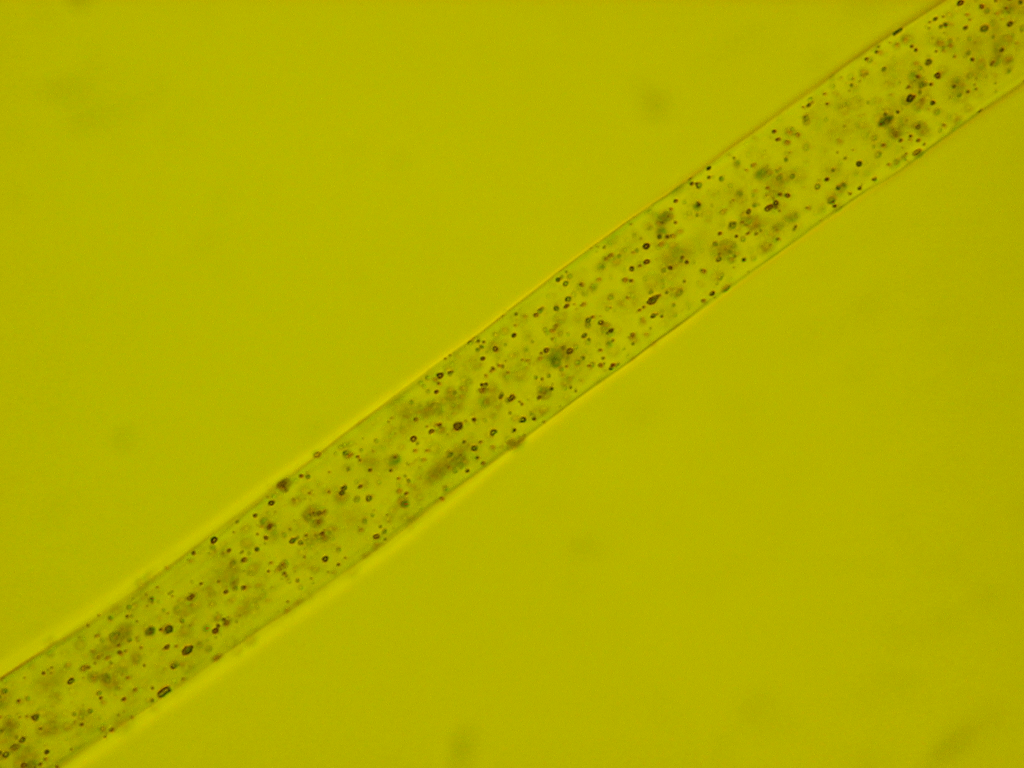
Fibra acrílica aumentada 40X.

Las fibras acrílicas se obtienen por polimerización del acrilonitrilo. Esta fibra imita a la lana o pelo. Sus propiedades son similares a las del poliéster: fácil cuidado, durabilidad, resistencia, propensión al frisado... pero éstas se tiñen fácilmente y los colores resultan brillantes.
Se utilizan sobre todo para tejer géneros de punto, prendas como suéteres y sarapes, y artículos del hogar como alfombras. La primera marca de fibra acrílica que apareció en el mercado fue «Orlon», descubierta en 1941 por DuPont cuando investigaba con la fibra de rayón; se ha fabricado hasta 1990 para alfombras. Otros nombres comerciales para la fibra acrílica son «Acrilan» (de Monsanto), «Cashmilon» (Argentina), «Courtelle» (de Courtlauds Ltd.), «Creslan» (de American Cyanamid Company), «Crilenka» (España), «Crylor», «Dolan» (de DOLAN GmbH), «Dralon» (de Dralon GmbH), «Dynel» (de Union Carbide), «Leacril» (MonteFibre Hispania S.A.), «Zefran» (de Badische Corporation).

## Fibras de poliolefinas
Es posible obtener fibras a partir de plásticos, fundiéndolos o disolviéndolos y después haciendo pasar el líquido resultante a presión a través de una hilera, para que se solidifique en finas hebras largas o cortas.

### Fibras de polietileno
El nombre genérico de las fibras polietilénicas es «saran»; aunque Saran en algunos países sigue siendo marca registrada de Dow Chemical.
Dentro del sector textil se utilizan para artículos de tapicería, alfombras y otro menaje del hogar. Su mayor aplicación está en el sector agrícola como tejido de sombra para umbráculos, para acolchado con geotextiles, como césped artificial, redes...

### Fibras de polipropileno
La fibra de polipropileno es muy resistente y sus usos fuera de la industria textil son innumerables, sobre todo en el sector del envase y embalaje, y en la industria automovilística. Como textil se utiliza para cuerdas, no tejidos, ropa interior térmica... «Meraklon» es un marca de fibra de polipropileno.

### Fibras de elastómeros
Los elastómeros son polímeros con gran elasticidad. El poliuretano termoplástico es un elastómero, su fibra se conoce también como «elastano» o «spandex». Sus propiedades elásticas hacen que sea una fibra imprescindible en la fabricación de ropa de baño, ropa interior y lencería, artículos deportivos... Entre otras marcas están Lycra (de DuPont), Vyrene (de US Rubber), Enkaswing (popular en España en los años 60).

## Clorofibras
Las clorofibras, también llamadas polivinílicas porque los monómeros que las forman contienen un grupo vinilo, pueden ser polímeros de dos compuestos distintos:
- «Vinyon» (en los Estados Unidos), se obtiene como derivado del policloruro de vinilo. El vinyon se descubrió en 1939[14] y empezó a utilizarse para prendas de bebés.

Actualmente, dentro de la industria textil, estas fibras forman parte de los textiles no tejidos por su poder aglutinante ya que empiezan a fundir a 55 °C. Algunas marcas, conocidas en su momento, son «Rhovyl», «Thermovyl».
- «Vinylon» o «vinalon», se obtiene del polialcohol de vinilo,[15] las fibras son flexibles y duraderas; por su capacidad para repeler el agua se utilizan sobre todo para gabardinas, paraguas y otras prendas para protegerse de la lluvia.

Las clorofibras tienen muchas otras aplicaciones, en diversos sectores como material de construcción, tuberías...

## Nuevas fibras

### Fibras bicomponentes
- La «Fibra K-6» o «Chinon», producto japonés que imita a la seda,[16] es un copolímero de caseína (25%-60%) injertado químicamente con 40%-75% de acrilonitrilo —el monómero de la fibra acrílica—.
- El «elastoéster»[17] o «elastomultiéster» es una fibra con dos componentes: 50% (en peso) como mínimo de poliéter alifático y 35% (en peso) como mínimo de poliéster. Fabricado en Japón por Teijin Ltd.,[18] tiene una elasticidad del 50% que le hace competir con el elastano.[19]

### Derivados del poliacrilonitrilo
- La investigación con poliacrilonitrilo ha llevado a la «fibra modacrílica», una fibra manufacturada cuya composición es menos del 85% y más del 35% en peso de acrilonitrilo. Así la fibra modacrílica se fabrica con diversos copolímeros —básicamente de acrilonitrilo y cloruro de vinilo—, que le proporcionan características especiales como resistencia al fuego. Las fibras modacrílicas pueden mezclarse con cualquier otra fibra textil y pueden formar parte de tejidos y no tejidos.

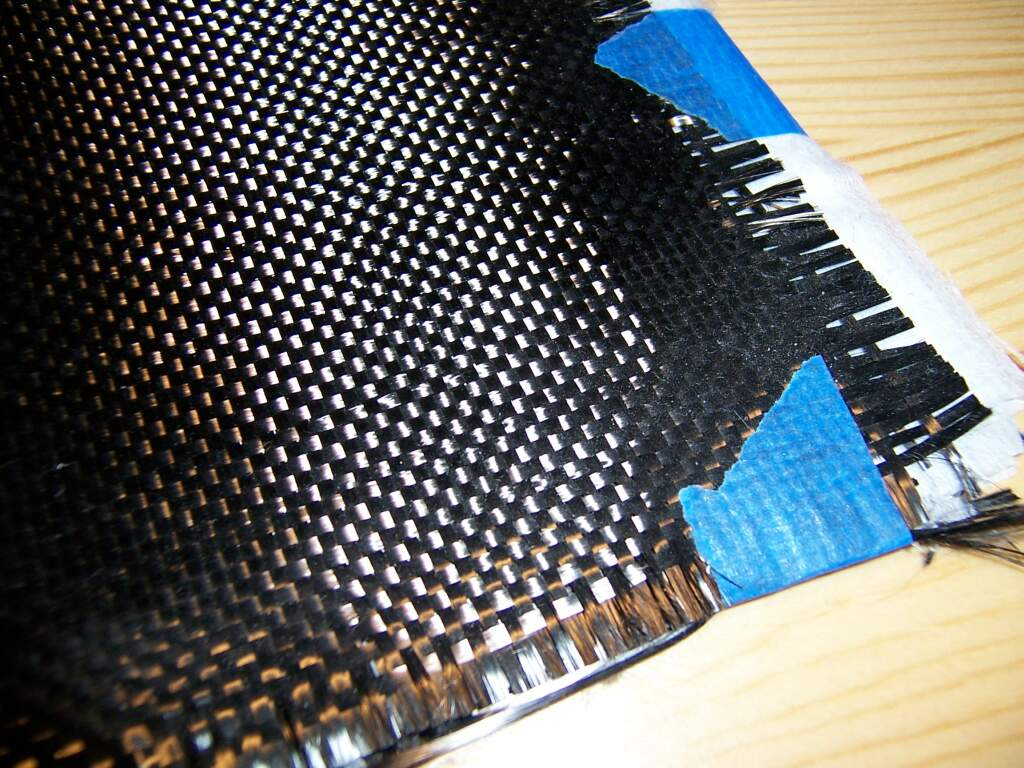
Tejido de fibra de carbono.

- La fibra de carbono se sintetiza a partir de poliacrilonitrilo, por carbonización (sucesivos calentamientos en ausencia total de oxígeno). Los cristales de carbono formados se sitúan paralelos al eje de la fibra;[20] esta estructura en forma de cinta se asemeja a la del grafito y es responsable de la alta resistencia de la fibra de carbono y los materiales composites que se fabrican con ella.[21] Los hilos de fibra de carbono pueden tejerse o pueden utilizarse para reforzar por recubrimiento otras fibras.

### Microfibras

Principio de fabricación de microfibra. 1 - estructura de nailon; 2 - relleno de poliéster tipo PET.

La microfibra se compone —como mínimo—, de dos materiales distintos: el nailon o poliamida, que le confiere estructura, y el PET. Su diámetro es menor que el de la seda, menor de 10 micras, de ahí, el prefijo ‘micro’.
Pueden utilizarse en la fabricación de textiles —tanto en tejidos como en no-tejidos—, o aplicarse como recubrimiento. Los textiles de microfibra son ligeros y resistentes al frisado; si se han tejido de forma apretada dan lugar a tejidos resistentes al agua, propios para prendas de lluvia o de abrigo; si, por el contrario, el tejido se realiza sin apretar las fibras o hebras, se obtienen piezas porosas con alto grado de absorción que se utilizan para secar (toallas, bayetas...) o para labores de limpieza.
Algunos textiles no tejidos de microfibra imitan la piel de ante y se conocen como «antelina»; son productos lavables y de buena apariencia por lo que sustituyen muy a menudo a la piel animal en el diseño de modas. La primera microfibra «Ultrasuede» (de TORAY Industries), aparecida en 1970, es un ejemplo de estos textiles. 

### Nanofibras
Las nanofibras son estructuras nanométricas de filamentos continuos cuyo diámetro es inferior a 500 nanómetros. Se obtienen por electrohilado (en inglés electrospinning) de diversos polímeros, sintéticos y naturales; teóricamente, un polímero capaz de solubilizarse o fundirse puede convertirse en nanofibra por electrohilado.
Las aplicaciones más desarrolladas están en los campos de la medicina, farmacia, industria aeroespacial y tecnología de la información, pero también se prevé que sean de aplicación en la industria textil.